# Comisión Nacional de Libros de Texto Gratuitos
La Comisión Nacional de Libros de Texto Gratuitos (Conaliteg, por su acrónimo) es un organismo público descentralizado de la Secretaría de Educación Pública cuyo objetivo es proporcionar libros de manera gratuita a los alumnos de educación básica inscritos en el sistema educativo nacional.

## Historia
La Comisión Nacional de Libros de Texto Gratuitos fue creada el 12 de febrero de 1959, por decreto del entonces presidente de México Adolfo López Mateos, siendo secretario de Educación Pública Jaime Torres Bodet. Entregó sus primeros ejemplares en 1960, con el texto que correspondía a los cursos de primero a quinto grado de primaria; el de sexto grado se entregó un año después. Su primer presidente fue el escritor Martín Luis Guzmán, y su secretario general, el también literato Miguel Ángel Menéndez Reyes. En el decreto, se especificó que la Conaliteg sería dependiente de la Secretaría de Educación Pública; más tarde, se decidió que la Comisión fuera un organismo descentralizado.
En 1960 se entregaron los primeros libros de texto a cerca de 5.8 millones de niños en todo el país repartiendo más de 17 millones de libros de texto gratuitos sobre matemáticas, ciencias naturales, historia, civismo y español y geografía. En 1962, para la portada de los libros se empleó la obra de Jorge González Camarena La Patria, que se convertiría en un icono de los libros educativos. En 1966, la comisión publicó el primer tiraje en braile. Para 1982, creó su serie de monografías de los estados de la República.
A partir de la reforma administrativa del presidente José López Portillo, en 1980, la Comisión se transformó en un organismo público descentralizado, y entonces su titular pasó a ser denominado director general en lugar de presidente.

## Titulares
| Titular                         | Periodo        |
| ------------------------------- | -------------- |
| Martín Luis Guzmán              | 1959 - 1976    |
| Agustín Yáñez                   | 1977 - 1979    |
| Enrique González Pedrero        | 1979 - 1982    |
| Miguel Huerta Maldonado         | 1982 - 1983    |
| María Lavalle Urbina            | 1983 - 1984    |
| Javier Wimer Zambrano           | 1984 - 1991    |
| Fernando Elías Calles Álvarez   | 1991 - 1994    |
| Francisco Javier Osornio Corres | 1994           |
| Miguel Antonio Meza Estrada     | 1994 - 1999    |
| Humberto Blanco Pedrero*        | 2000           |
| Jorge Velasco y Félix           | 2001 - 2006    |
| Miguel Agustín Limón Macías     | 2006 - 2013    |
| Joaquín Díez-Canedo Flores      | 2013 - 2017    |
| Arturo José Ancona García-López | 2017 - 2018    |
| Miguel Antonio Meza Estrada     | 2019 - 2021    |
| Victoria Guillén Álvarez        | 2021- presente |
| *Encargado de la dirección.     |                |

## Oferta actual
La Comisión imprime y distribuye los libros de texto para preescolar, primaria, secundaria, telesecundaria, indígena (64 lenguas), braille y macrotipo, a partir de la autorización de la Dirección General de Materiales Educativos (ya que esta dirección general dentro de sus atribuciones esta la elaboración de los contenidos, mantener actualizados, editar e innovar los libros de texto gratuitos, a partir de los planes y programas de estudio para la educación preescolar, primaria y secundaria publicados, y en el caso de la educación inicial, a partir de sus principios rectores y objetivos), con una impresión propia aproximada de 25 millones de ejemplares. Dado que requiere cubrir una oferta de más de 200 millones de ejemplares la diferencia es obtenida en un esquema de licitación de empresas editoras privadas.
En 2019 para el ciclo escolar 2019-2020, por primera vez se imprimió un libro de texto reusable que ayudará a evitar la tala de árboles y con códigos QR para hacer uso de las nuevas tecnologías en el aprendizaje de los niños, niñas y jóvenes.

## Ciclo Escolar 2024-2025
El Nuevo Ciclo Escolar inicia el lunes 26 de agosto de 2024 y concluye el miércoles 16 de julio de 2025. Acuerdo enmarcado en el artículo 3 de la constitución, que garantiza el acceso a los materiales a infancia y adolescentes.
El nuevo plan de estudios contempla una nueva perspectiva de como formar a las niñas, niños, jóvenes y adultos mexicanos. Este nuevo criterio sobre la enseñanza en la educación básica comenzará a partir de este ciclo escolar 2024-2025. 
La Secretaria de Educación Pública (SEP) y la Comisión Nacional de Libros de Texto Gratuitos (CONALITEG) distribuyen cada año la Nueva Familia de Libros de Texto Gratuitos para educación básica y media superior. 
El nuevo catálogo de libros de educación básica y media para el ciclo escolar 2024-2025 comprende:
- Libros de Preescolar:
  - 8 libros para primero de Preescolar
  - 8 libros para segundo de Preescolar
  - 8 libros para tercero de Preescolar

Catálogo con 24 libros de texto oficiales para preescolar
- Libros de Primaria:
  - 8 libros para primero de primaria
  - 8 libros para segundo de primaria
  - 6 libros para tercero de primaria
  - 8 libros para cuarto de primaria
  - 8 libros para quinto de primaria
  - 8 libros para sexto de primaria

Catálogo con 46 libros de texto oficiales para primaria
- Libros de Secundaria:
  - 8 libros para primero de secundaria
  - 8 libros para segundo de secundaria
  - 8 libros para tercero de secundaria

Catálogo con 24 libros de texto oficiales para secundaria
- Libros de Telesecundaria:
  - 10 libros para primero de telesecundaria
  - 10 libros para segundo de telesecundaria
  - 10 libros para tercero de telesecundaria

Catálogo con 30 libros de texto oficiales para telesecundaria
- Libros de Telebachillerato:
  - 5 libros para primer semestre de telebachillerato
  - 4 libros para segundo semestre de telebachillerato
  - 7 libros para tercer semestre de telebachillerato
  - 5 libros para cuarto semestre de telebachillerato
  - 7 libros para quinto semestre de telebachillerato
  - 7 libros para sexto semestre de telebachillerato

Catálogo con 35 libros de texto oficiales para telebachillerato
La Nueva Familia de Libros de Texto Gratuitos, han sido aprobados por la SEP y distribuidos por CONALITEG.
La Secretaría de Educación Pública y la Comisión Nacional de Libros de Texto Gratuitos brindan apoyo educativo incondicionalmente para mejorar el futuro de nuestras niñas, niños, jóvenes y adultos mexicanos. Cada nuevo ciclo escolar produce y distribuye gratuitamente los libros de texto para los estudiantes inscritos en el Sistema Educativo Nacional. 